# نانغا (أسطورة)
نانغا (بالإنجليزية: Nganga) في ميثولوجيا الماوري هو رب المطر المتجمد عند الماوريين.